# 銀桜サーモン
銀桜サーモン（ぎんおうサーモン）は、栃木県が管理釣り場向けに開発した全雌三倍体サクラマスの名称である。

## 開発の経緯
栃木県内には管理釣り場が47か所あり、スポーツフィッシングが盛り上がるきっかけになればと考え、栃木県水産試験場にて新種の魚の開発を始めた。
日本では産業管理外来種に指定されており、中禅寺湖にしか棲息していないとされているレイクトラウトは、釣り人からの人気も高く、当初はレイクトラウトをベースとした研究を行ったが、レイクトラウトにニジマス、カワマスなどを掛け合わせたものは、稚魚がすぐに死んでしまったり、親魚を育成することが難しいといった課題があり、開発は難航した。そんなとき、養殖業者から大きなサクラマスを出荷したいが、産卵後にすぐに死んでしまい大きく育たないという相談を受けたこと、管理釣り場の関係者からサクラマスが人気の魚種であることを聞き、サクラマスでの開発に方向転換する。
大型魚にするため産卵しないメスだけのサクラマスを作ることを目標とした。両親ともメスの遺伝子を持っていれば、メスだけしか生まれない仕組みが作れるのだが、メスとメスの交配からは発眼卵を作ることは不可能である。そこで「メスの遺伝子を持つオス」を作るために、メスから性転換させたオスの開発を行う。メスの稚魚に雄性ホルモンを加えた餌を与えたたが、1年後に性転換した魚を確認することはできず、試験は失敗に終わる。
続いて、水槽内の水に着目し、餌とメスの稚魚を泳がせる水に雄性ホルモンを加えることにした。時間や水を交換するタイミングなどの試行錯誤を経て、遺伝子上はメスだが精巣を持つ魚体が誕生した。この魚体を「本物のメス」と交配させた稚魚は全てメスとなった。
2020年に全国から名称の公募を始行い審査を経て「銀桜サーモン」に名称が決定。2022年3月に商標登録を行い、同年4月12日の栃木県知事定例記者会見で発表された。